# Череднюк Андрій Геннадійович
Андрій Геннадійович Череднюк (нар. 27 червня 1987) — український футболіст, воротар «Нива» (Вінниця).
Вихованець ДЮСШ-6 (Одеса) та «Шахтаря» (Донецьк).
Свій перший професіональний контракт підписав з «Пальмірою» (Одеса). 17 квітня 2005 року в 17-літньому віці дебютував у другій лізі у домашній грі проти армянського «Титана», зберігши ворота «сухими» — 1:0. Згодом підписав контракт з «Кримтеплицею», але так і провів жодної гри за кримську команду. Переніс операцію нирки, після цього довго не грав. Потім почав тренуватися з друголіговим «Бастіоном» (Іллічівськ) і уклав угоду із цією командою, провівши в клубі 2 роки. З літа 2011 — у першоліговому ФК «Львів», де є основним воротарем.